# Aleksander Borawski

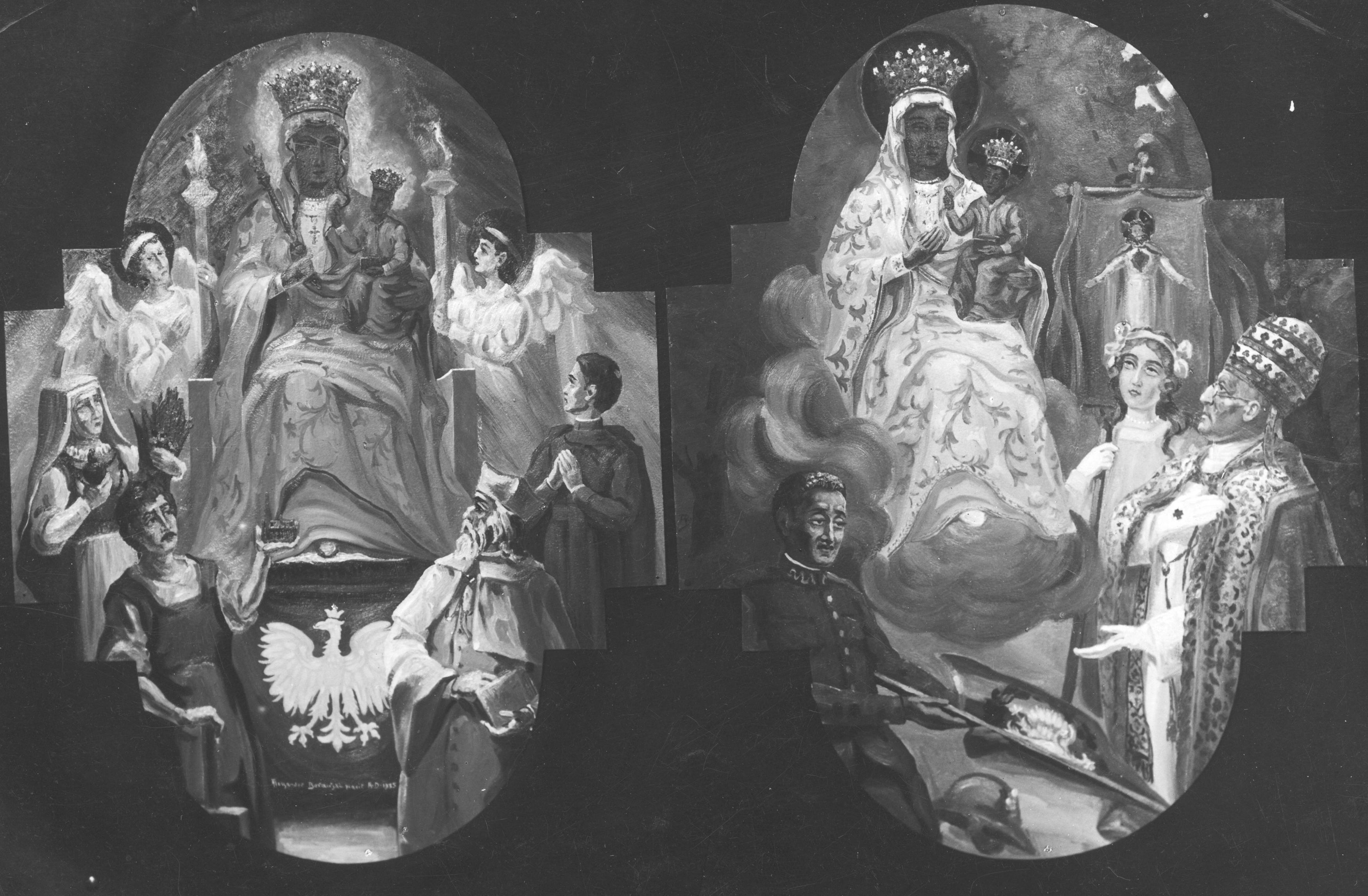
Regina Poloniae Dominat i Vexilium Poloniae Pontificum Defendit

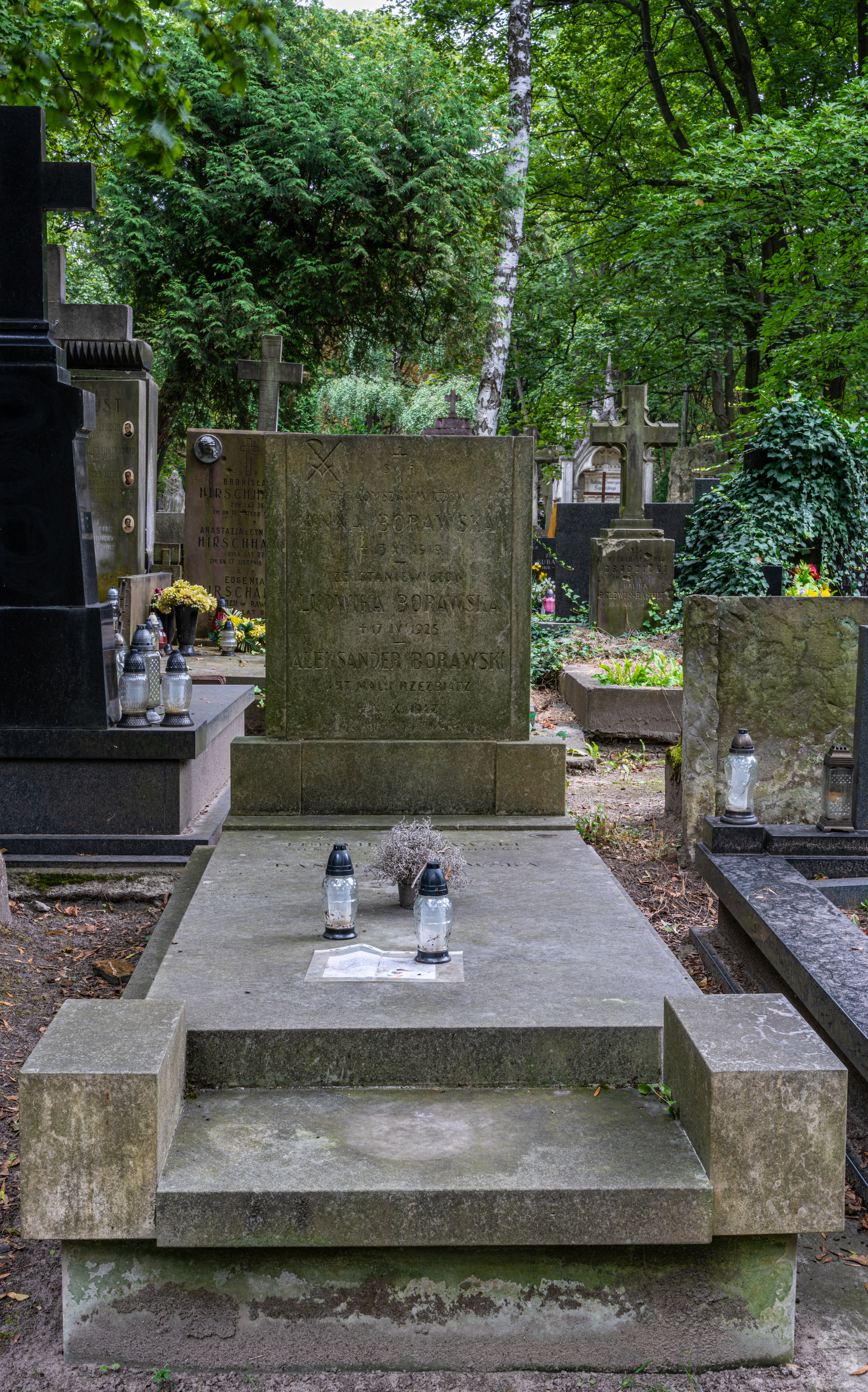
Grób artysty Aleksandra Borawskiego na cmentarzu Powązkowskim w Warszawie

Aleksander Sergiusz Borawski h. Bojcza (ur. 24 lutego 1861 w Warszawie, zm. 10 października 1942 w Częstochowie) – polski malarz i konserwator zabytków. Uczeń Wojciecha Gersona, Aleksandra Kamińskiego i Cypriana Godebskiego.

## Życiorys
Był synem Jakuba i Pauliny z Rühmerów. Studia artystyczne odbył w Warszawie, w szkole rysunku i prywatnie u Wojciecha Gersona. W Paryżu studiował rzeźbiarstwo u Cypriana Godebskiego, uczył się konserwacji zabytków sztuki. Początkowo zajmował się głównie konserwacją zabytków w Warszawie, Nieborowie, a od roku 1892 w Petersburgu. Od początku XX w. coraz więcej uwagi poświęcał malarstwu, tworząc głównie portrety oraz obrazy sakralne. W Petersburgu mieszkał do 1918, po czym w związku z wybuchem rewolucji październikowej przeniósł się do Warszawy. W lipcu 1919 prof. Adolf Szyszko-Bohusz powierzył mu stanowisko kustosza kolekcji wawelskiej. W następnych latach zajmował się głównie konserwacją zabytków w całej Polsce, a od 1934 do 1939 mieszkał w klasztorze jasnogórskim sporządzając portrety. W czasie wojny żył w przytułku.  
Jest autorem kilku artykułów poświęconych polskiej sztuce i polskim artystom czynnym w Rosji.
4 lutego 1888 ożenił się z Anną Radyszkiewicz (zm. 1919), z którą miał syna Zygmunta Andrzeja, majora Wojska Polskiego.
Zmarł w Częstochowie. Pochowany na cmentarzu Powązkowskim w Warszawie (kwatera 95-6-24).

## Ordery i odznaczenia
- Krzyż Kawalerski Orderu Odrodzenia Polski (7 listopada 1925)[6]

## Główne realizacje artystyczne
- odnowa figur w Ogrodzie Saskim (ok. 1888)
- konserwacja plafonów w petersburskim Pałacu Michajłowskim (ok. 1898)
- namalował sakralne malowidła ścienne petersburskiej Akademii Duchownej (1904)
- wykonał malowidła w kopule kaplicy Maciejowskiego na Wawelu (1907)[7]
- stworzył cykl portretów katolickich biskupów Mohylewa dla galerii metropolitalnej w Petersburgu (przed 1918)
- cykl portretów znanych Polaków działających w Rosji od XVIII w. (przed 1918)
- cykl portretów przełożonych zakonu paulinów dla klasztoru jasnogórskiego (1934–1939)

## Publikacje
- Aleksander Borawski, 1921: Katedra Krakowska. Przewodnik po Ziemiach Małopolski nr 2. Polskie Towarzystwo Krajoznawcze. Oddział Krakowski; Cieszyn: „Dziedzictwo”[8].
- Aleksander Borawski, 1921: O ludwisarstwie i dzwonach w Polsce. M. Muzeum Przemysłowe im A. Baranieckiego, Kraków[8].
- Aleksander Borawski, 1927: Sarkofag z prochami ojców-bohaterów i matek-męczenniczek, przeznaczony dla wotywnego Kościoła Opatrzności mającego być wzniesionym w Warszawie / sprojektował Aleksander Borawski. Warszawa[8].
- Aleksander Borawski, 1929: 4 dzwony dla kościoła Opatrzności w Warszawie odlane w Stoczni Gdańskiej ozdobione przez Aleksandra Borawskiego. Gdańsk, Druk. Gdańska[8].
- Aleksander Borawski, 1933: Królowa Jadwiga na Wawelu : szkic historyczny. Wydawnictwo Księży Pallotynów, Warszawa[8].